# Agamodon
Agamodon is een geslacht van wormhagedissen uit de familie puntstaartwormhagedissen (Trogonophidae).

## Naam en indeling
De wetenschappelijke naam van de groep werd voor het eerst voorgesteld door Wilhelm Peters in 1882. Er zijn drie soorten waarvan de meest recente soort al in 1901 is beschreven.

### Soorten
Het geslacht omvat de volgende soorten, met de auteur en het verspreidingsgebied.
| Naam                                       | Auteur         | Verspreidingsgebied |
| ------------------------------------------ | -------------- | ------------------- |
| Agaamtandwormhagedis (Agamodon anguliceps) | Peters, 1882   | Somalië             |
| Agamodon arabicus                          | Anderson, 1901 | Jemen               |
| Agamodon compressus                        | Mocquard, 1888 | Somalië             |

## Verspreiding en habitat
De verschillende soorten komen voor in delen van uiterst noordoostelijk Afrika en delen van het Arabisch Schiereiland, ze leven in de landen Jemen en Somalië.
Er is weinig bekend over de habitat en de levenswijze van deze hagedissen.

## Beschermingsstatus
Door de internationale natuurbeschermingsorganisatie IUCN is aan één soort een beschermingsstatus toegewezen. Agamodon arabicus wordt beschouwd als 'onzeker' (Data Deficient of DD).